# Kanuslalom-Weltmeisterschaften 1967
Die Kanuslalom-Weltmeisterschaften 1967 fanden in Lipno in der damaligen Tschechoslowakei statt.

## Ergebnisse

### Einer-Kajak
Männer:
| Platz | Land | Sportler       |
| ----- | ---- | -------------- |
| 1     | GDR  | Jürgen Bremer  |
| 2     | GBR  | David Mitchell |
| 3     | SUI  | Hans Hunziker  |

Frauen:
| Platz | Land | Sportler        |
| ----- | ---- | --------------- |
| 1     | TCH  | Ludmila Polesná |
| 2     | GDR  | Lia Schilhuber  |
| 3     | GDR  | Bärbel Richter  |

### Einer-Kajak-Mannschaft
Männer:
| Platz | Land | Sportler                                         |
| ----- | ---- | ------------------------------------------------ |
| 1     | GDR  | Jürgen Bremer Volkmar Fleischer Christian Döring |
| 2     | GER  | Eugen Weimann Günther Beck Peter Trojovsky       |
| 3     | FRA  | Claude Lutz Jean-Louis Olry Claude Peschier      |

Frauen:
| Platz | Land | Sportler                                         |
| ----- | ---- | ------------------------------------------------ |
| 1     | GDR  | Dagmar Sickert Bärbel Richter Helga Luber        |
| 2     | TCH  | Bohumila Kapplová Jana Zverinova Ludmila Polesná |
| 3     | GER  | Heide Schröter Bärbel Körner Kirsten Stumpf      |

### Einer-Canadier
Männer:
| Platz | Land | Sportler           |
| ----- | ---- | ------------------ |
| 1     | GER  | Wolfgang Peters    |
| 2     | GER  | Harald Cuypers     |
| 3     | CAN  | Karel Kumpfmueller |

### Einer-Canadier-Mannschaft
Männer:
| Platz | Land | Sportler                                           |
| ----- | ---- | -------------------------------------------------- |
| 1     | TCH  | Petr Sodomka Bohuslav Pospichal Karel Kumpfmueller |
| 2     | GDR  | Jochen Förster Jürgen Köhler Manfred Schubert      |
| 3     | GER  | Harald Cuypers Wolfgang Peters Otto Stumpf         |

Mixed:
| Platz | Land | Sportler                          |
| ----- | ---- | --------------------------------- |
| 1     | TCH  | Jaroslava Karcalova Milan Svoboda |
| 2     | GDR  | Erika Uhlig Horst Wängler         |
| 3     | GDR  | Edith Grabo Uwe Franz             |

### Zweier-Canadier
Männer:
| Platz | Land | Sportler                      |
| ----- | ---- | ----------------------------- |
| 1     | TCH  | Miroslav Stach/Zdenek Valenta |
| 2     | TCH  | Milan Horyna/Vaclav Janoussek |
| 3     | TCH  | Ladislav Měšťan/Zdeněk Měšťan |

### Zweier-Canadier-Mannschaft
Männer:
| Platz | Land | Sportler                                                                                  |
| ----- | ---- | ----------------------------------------------------------------------------------------- |
| 1     | GDR  | Manfred Merkel/Günther Merkel Hippauf/landers Siegfried Lück/Jürgen Noack                 |
| 2     | TCH  | Milan Horyna/Vaclav Janoussek Ladislav Měšťan/Zdeněk Měšťan Miroslav Stach/Zdenek Valenta |
| 3     | GER  | Glück/Nenninger Hess/Wenzel Scheffer/Steinschulte                                         |

## Medaillenspiegel
| Platz  | Land                            | Gold | Silber | Bronze | Gesamt |
| ------ | ------------------------------- | ---- | ------ | ------ | ------ |
| 1      | Deutsche Demokratische Republik | 4    | 3      | 2      | 9      |
| 2      | Tschechoslowakei                | 4    | 3      | 1      | 8      |
| 3      | Deutschland                     | 1    | 2      | 3      | 6      |
| 4      | Vereinigtes Königreich          | -    | 1      | -      | 1      |
| 5      | Schweiz                         | -    | -      | 1      | 1      |
| 5      | Frankreich                      | -    | -      | 1      | 1      |
| 5      | Kanada                          | -    | -      | 1      | 1      |
| Gesamt | Gesamt                          | 9    | 9      | 9      | 27     |